# Бетонкур (Вогези)
Бетонкур (фр. Bettoncourt) је насељено место у Француској у региону Лорена, у департману Вогези.
По подацима из 2011. године у општини је живело 89 становника, а густина насељености је износила 27,99 становника/km².

## Демографија
| 1962. | 1968. | 1975. | 1982. | 1990. | 2011. |
| ----- | ----- | ----- | ----- | ----- | ----- |
| 125   | 118   | 106   | 97    | 104   | 89    |